# Ипостась
Ипоста́сь (др.-греч. ὑπό-στᾰσις, ὑπό-στᾰσεως — «основа; существование, реальность, действительность; сущность; личность», от др.-греч. ὑπο- — «приставка со значением: под-» + др.-греч. στάσις, στάσεως — «расстановка, устанавливание; стояние на месте, неподвижность, покой») — термин, используемый в христианском богословии (преимущественно Восточном) для обозначения одного из трёх лиц триединого Бога: Отца и Сына и Святого Духа.

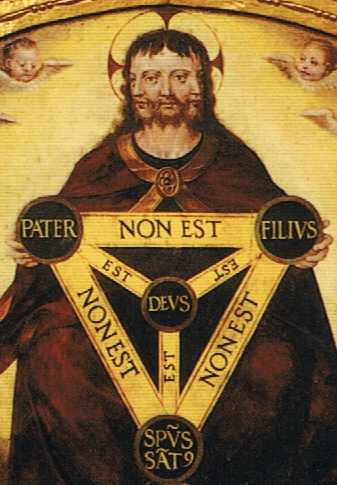
Смесоипостасная Троица с щитом веры, Херонимо Косида, XVI век

Греческое слово «ипо-стасис» буквально означает «под-стоящее» и в латыни обозначается как «субстанция». Термин широко применялся в философском учении Плотина, правда в другом значении, подразумевающем некую сущность (или её часть), а не личность. Так, один из трактатов Плотина носит название: «О трёх изначальных ипостасях» (у неоплатоников это Единое, Ум и Душа).

## Предыстория
Значение термина ипостась менялось на протяжении времени, и оно различается в разных вероучительных христианских формулах: в Никейском Символе веры, Константинопольском Символе веры, Халкидонском Символе веры.
Применение понятия ипостась в христианском богословии можно отнести к IV веку. До Великих каппадокийцев понятие «ипостась» (др.-греч. ὑπόστασις), как и понятие «сущность» (др.-греч. οὐσία), употреблялись в христианском богословском языке (в том числе в Никейском Символе веры, а также впоследствии у Афанасия Великого) как синонимы. Обоими терминами обозначалось нечто, имеющее самостоятельное бытие, то есть существующее не в чём-то другом, а «само по себе».
«Ипостась есть сущность, и не иное что означает, как самое существо. ... Ибо Ипостась и сущность есть бытие. Бог есть и имеет бытие».Афанасий Великий
Плотин первый перенес термин «три ипостаси» на Божество, определив им взаимное отношение Единого, Ума и Души, и пытался провести, хотя и неясную, границу между др.-греч. οὐσία — сущностью как: др.-греч. τό εἶναι — «бытие» и др.-греч. ὑπόστασις — ипостасью, как: др.-греч. τί εἶναι — «какое (чьё) бытие». Заслуга точно определить оба эти термина в их раздельности принадлежит Порфирию. Бог всего, по мысли Порфирия, один, но его сущность как бы выражается в трех ипостасях: в Боге, как высшем благе и источнике всякого бытия, в Уме, как миростроителе, и Душе оживляющей и освящающей всё.
«Сущность» — это первая из десяти категорий у Аристотеля. Он различал первые сущности и вторые сущности. Первые сущности  (лат. substantia concreta — сущность конкретная) — это конкретный человек, конкретная лошадь и т. д. Вторые сущности (лат. substantia abstracta — сущность абстрактная) — лошадь вообще, человек вообще и т. д..

## Учение великих Каппадокийцев
Святитель Василий Великий определил различие между сущностью и ипостасью как между общим (др.-греч. κοινὸν) и частным (др.-греч. ἲδιον) и закрепил в христианском богословии, в триадологии, термин «сущность» исключительно за теми сущностями, которые Аристотель называл вторыми, то есть для родовых понятий. Поэтому в патристике термин «сущность» перестал требовать уточнения, первая или вторая сущность имеется в виду (если говорится «сущность» без всяких уточнений, то речь может идти только о второй сущности). Таким образом, понятие «сущность» в христианском богословии остаётся аристотелевским.
Понятие «первой сущности» Василий Великий и Григорий Богослов заменяют понятием «ипостась», но делают это так, что значение христианского термина простирается далеко за рамки аристотелевского определения первой сущности. Когда Василий Великий определяет ипостась через аристотелевское определение первой сущности, то он, на самом деле, не столько определяет это понятие, сколько определяет его место в новой системе категорий:

И сущность и ипостась имеют между собою такое же различие, какое есть между общим и отдельно взятым, например, между живым существом и таким-то человеком.
— «Послание 236 (228), к Амфилохию Иконийскому»
Это определение говорит о том, что в новом категориальном аппарате одна из десяти категорий Аристотеля (а точнее, одна из двух её разновидностей: первая сущность) заменяется новой категорией — ипостась. Можно сказать иначе: вместо аристотелевской «первой сущности» будет введена новая категория, одиннадцатая.
В то же время, как объясняет там же Василий Великий, это определение ипостаси необходимо потому, что для Отца, Сына и Духа недостаточно определение их как «лиц».
Традиционный для христианского богословия термин «лицо» (др.-греч. πρόσωπον) применительно к Троице давал повод к еретическому толкованию как в учении Савеллия (для которого три «лица» были сродни «личинам», то есть маскам).
Если же определить «лица» божества как «ипостаси», то отнимется всякий повод считать эти лица каким-то подобием масок на одной и той же реальности: термин «ипостась» однозначно указывает, что реальностей три.
Подробное разъяснение содержания понятия «ипостась» Василий Великий даёт, главным образом, в своём сочинении «Против Евномия». В то же время, оппоненты каппадокийцев из никейцев упрекали их самих в тритеизме.
Григорий Богослов в Беседе 31, «О Святом Духе», называет три ипостаси божества τα εν οις θεοτης («то, в чем божественность» или, ещё более буквально, «те, в которых божественность»), определяя, таким образом, ипостаси как, своего рода, «резервуары» сущности.
В том же духе Григорий Богослов выражается и в Догматических стихотворениях, 20, «О Святом Духе», говоря, что три ипостаси «обладают божественностью» (то есть сущностью).
Итак, ипостась — это такое частное, которое, в то же время, является «вместилищем» общего (сущности).
Поворотным событием в истории триадологических споров Христианской Церкви стал Александрийский собор 362 года, на нём присутствовали две партии: «староникейцы» (александрийцы) и «новоникейцы» (антиохийцы). Первые держались мнения, что Бог-Троица это одна сущность или одна ипостась; последние, используя новую терминологию, учили о Боге как об одной сущности в трёх ипостасях. В дальнейшем, под влиянием богословия каппадокийцев, в греческой триадологии возобладало учение «новоникейцев». В латинской терминологии осталась собственно никейская синонимичность сущности (essentia) и ипостаси (substantia), почему римо-католики и поныне признают Троицу как единую сущность-ипостась в трех лицах (реrsōnа) исповедуемую, а исповедание единосущия Сына Отцу в самом Никейском Символе на латыни обозначается как «unius substantiæ cum Patre», т.е. как «единый по сущности с Отцом».

## Литургика
Об Иисусе Христе Восточная православная церковь воспевает, что он «сугуб естеством, но не ипостасию» (др.-греч. διπλούς την φύσιν αλλ’ου την υπόστασιν).

## Персонализм
Существует теория, что именно понятие ипостаси, разработанное в тринитарном богословии, привело к возникновению в греческой, а позже и в европейской культуре, понятия человеческой личности. Так как человек сотворен по образу и подобию Бога, то понятие глубины и неповторимости личности — ипостаси — переносится и в антропологию как совершенная особенность и неповторимость каждого человека. До того в античной культуре отдельный человек являлся индивидуумом или, в лучшем случае, персоной.